# Route nationale 227
Die Route nationale 227, kurz N 227 oder RN 227 ist eine französische Nationalstraße mit einer Länge von sechs Kilometern.

## Streckenverlauf
| Position | höchste zulässige Gesamtgeschwindigkeit | Fahrbahnen | Typ                 | Abschnitt         | Längengrad | Breitengrad |
| -------- | --------------------------------------- | ---------- | ------------------- | ----------------- | ---------- | ----------- |
| 1        | 90                                      | 2          | Beginn der Autobahn | Kreuzung N227/A27 | 50.6011    | 3.1301      |
| 2        | 90                                      | 2          | Teil-Anschlußstelle | Lezennes          | 50.6037    | 3.1298      |
| 3        | 90                                      | 2          | Teil-Anschlußstelle | Ascq              | 50.6141    | 3.1351      |
| 4        | 90                                      | 2          | Teil-Anschlußstelle |                   | 50.6216    | 3.1344      |
| 5        | 90                                      | 2          | Teil-Anschlußstelle |                   | 50.6248    | 3.1350      |
| 6        | 90                                      | 2          | Teil-Anschlußstelle | Villeneuve-d’Ascq | 50.6284    | 3.1381      |
| 7        | 90                                      | 2          | Teil-Anschlußstelle | Stadium           | 50.6301    | 3.1393      |
| 8        | 90                                      | 2          | Teil-Anschlußstelle | Mons-en-Barœul    | 50.6396    | 3.1433      |
| 9        | 90                                      | 2          | Teil-Anschlußstelle | Mons-en-Barœul    | 50.6450    | 3.1454      |
| 10       | 90                                      | 2          | Ende der Autobahn   | A 22              | 50.6478    | 3.1462      |